# Atomosiella antennata
Atomosiella antennata là một loài ruồi trong họ Asilidae. Atomosiella antennata được Banks miêu tả năm 1920.